# You’re the One
A You're the One Bonnie Tyler dala és a Free Spirit című lemez harmadik maxi-kislemeze.

## A dalokról
Ahhoz képest hogy a Free Spirit album és az eddig hozzátartozó kislemezek (Making Love out of Nothing at All, Two Out of Three Ain’t Bad) milyen népszerűek voltak, ahhoz képest erről a kiadványról csak azért érdemes pár szót ejteni, mert éppen bekerült a németországi Top 100-as lemezeladási listára 99.-ként. Pedig a You're the One egy igazán slágergyanús dal és kár érte hogy nem ért el különösebb sikereket, még remix sem készült belőle. Gyűjtőknek ajánlott darab lett belőle.
Dalai:
- You're the One: Egy szerelmes rockballada, melyhez nagyon dominál Bonnie Tyler rekedtes hangja. Kiváló hangzásvilágát pedig a neves rendezőnek, Humerto Gatica-nak köszönheti. Szép ékköve a Free Spirit-nek.
- What You Got: Kellemes, lágy dal Frankie Miller feleségének tollából. A nagylemez egyik középkategóriás töltelékdala.
- Sexual Device: Ez az a dal, amit a kritikusok is borzalmasnak találnak. Egyáltalán nem illik bele a nagylemez zenei világába ez a Stuart Emerson dal. Metálos, nyolcvanas éveket idéző zenei hatások, amik a romantikusan sejtelmes és megható, néhol magasztos zenei világot szétzúzza. A borzalom tetőfoka, hogy a nagylemezre még a remixelt dance verzió is felkerült.

## Kislemez
| # | Dalcím         | Zeneszerző          | Producer        | Hossz |
| - | -------------- | ------------------- | --------------- | ----- |
| 1 | You’re The One | Klaus Meine         | Humberto Gatica | 3:59  |
| 2 | Sexual Device  | Stuart Emerson      | Stuart Emerson  | 4:00  |
| 3 | What You Got   | Jerry Lynn Williams | Andy Hill       | 5:32  |

## Toplista
| You're the One | Legjobb helyezés |
| -------------- | ---------------- |
| Németország    | 99               |